# Pterobranchia
Los pterobranquios (Pterobranchia) son una clase de hemicordados bentónicos de pequeño tamaño y aspecto vermiforme. Su distribución es amplia, y habitan en mares y océanos. Viven en pequeñas cápsulas que segregan mediante glándulas de la pared corporal; dichas estructuras intervienen en su alimentación, puesto que permiten la generación de corrientes de agua que dirigen el plancton hacia su cavidad oral, bordeada de expansiones digitiformes plagadas de cilios. Se conocen unas 30 especies en este taxón.
El grupo fue definido por Ray Lankester en 1877, partiendo del género Rhabdopleura, aunque hoy día se reconocen muchos más especímenes en el grupo. Rhabdopleura fue considerado en principio un briozoo aberrante; sin embargo, la publicación de la descripción de otro organismo afín, Cephalodiscus, en 1887, consolidó la existencia del orden y su afinidad con los enteropneustos.
El estudio mediante microscopía electrónica sugiere que tanto los pterobranquios como los graptolitos, estos últimos extintos, pertenecen al mismo clado.

## Morfología
El cuerpo se compone de tres secciones: una trompa anterior denominada prosoma; una región discoidal con tentáculos llamada mesosoma; y finalmente el metasoma, compuesto por el tronco, en forma de saco, y un pedúnculo adyacente. 
La trompa es una estructura ancha y aplanada, en la mayoría de las especies contiene glándulas que segregan un tubo de material orgánico en el que el pterobranquio pasa su vida adulta. En el mesosoma se distribuyen filas de tentáculos a lo largo de un lado sin rodear la boca. Los tentáculos están cubiertos de cilios y ayudan a filtrar los alimentos del agua. El tronco incluye un intestino tubular simple en forma de "U". Cephalodiscus y Atubaria tienen un solo par de hendiduras branquiales en la faringe, aunque Rhabdopleura no posee ninguno.